# Random House Tower

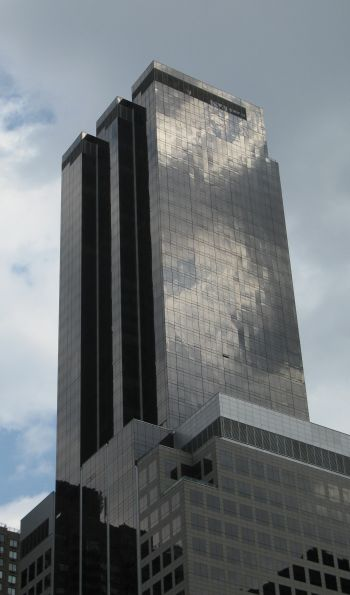
La Random House Tower.

La Random House Tower est un gratte-ciel de 52 étages de 208 mètres de haut, situé au 1730 Broadway, dans Manhattan à New York. 
Ce sont les quartiers généraux de Random House et un luxueux complexe d'appartements appelés Parc Impérial de 130 appartements dont quelques-uns ont été achetés par Randy Johnson ou encore P.Diddy.
Ce gratte-ciel a été commencé en 2000 et achevé en 2003.
L'architecte est l'agence Skidmore, Owings and Merrill ('design architect') et Ismael Leyva Architects ('associate architect').